# Большой Колояр
 Большой Колояр  — село Наровчатского района Пензенской области. Административный центр Большеколоярского сельсовета.

## География
Находится в северо-западной части Пензенской области на расстоянии приблизительно 15 км на юг от районного центра села Наровчат .

## История
Основано казаками нижнеломовской оборонительной линии в 1647 году. В 1662 году здесь уже имелась церковь во имя Архангела Михаила. В 1680 году именовалось селом Михайловским, Колояр тож.
Названо в отличие от села Малого Колоярчика (Колояра). Между 1675 и 1680 годами часть жителей образовала выселок — Листопадовку, а в 1679 году — Самодуровку.
По переписи 1710 году в селе 110 казачьих дворов. К 1714 году, в связи с переводом казаков на другие места службы, в селе оставалось 35 дворов и 20 жителей, в 1718 году — 52 двора.
В то же время, в селе числились ясачные жители, по происхождению большей частью беглые крестьяне.
В 1719 году — село Колояр, около 90 ревизских душ. В 1720-х гг. беглые были возвращены в прежние места проживания.
В 1795 году часть села принадлежала помещику Ивану Семёновичу Сташевскому, другая часть — однодворцам соседней деревни Листопадовки.
В 1877 году — 206 дворов, церковь, школа, почтовая станция, 2 синильни. В 1896 году село Колояр той же волости, 250 дворов, деревянная церковь во имя Казанской иконы Богоматери, построена в 1765 году, земское училище.
В 1955 году — центр сельсовета, центральная усадьба колхоза имени Жданова. В 2004 году-289 хозяйств..

## Население
Численность населения: 658 человек (1710 год), 191 (1781), 667 (1795), 1155 (1864), 1379 (1877), 1748 (1896), 2151 (1926), 1299 (1937), 1128 (1959), 962 (1979), 842 (1989), 826 (1996). Население составляло 756 человек (русские 100 %) в 2002 году, 571 в 2010.